# Министерство юстиции Республики Татарстан
Министерство юстиции Республики Татарстан (тат. Татарстан Республикасы Юстиция министрлыгы) — орган исполнительной власти Республики Татарстан, входящий в кабинет министров Республики Татарстан и ведающий делами юстиции на территории данного субъекта Российской Федерации.

## История
Министерство юстиции Республики Татарстан ведет свою историю от отдела юстиции Казанского губернского Совета рабочих, солдатских и крестьянских депутатов, созданного его постановлением от 16 ноября 1917 года, а также декретом Совета народных комиссаров «О суде» № 1 от 22 ноября 1917 года. Постановлением общего собрания Казанского губернского Совета рабочих, солдатских и крестьянских депутатов от 26 февраля 1918 года отдел был реорганизован в комиссариат юстиции Казанской Советской Рабоче-Крестьянской Республики, открытый 5 марта того же года. После ликвидации Казреспублики, постановлением Казанского губернского исполнительного комитета Совета рабочих, солдатских и крестьянских депутатов от 16 мая 1918 года и постановлением Совета народных комиссаров Казанской губернии от 3 июня 1918 года был образован Казанский губернский комиссариат юстиции, который уже постановлением Казанского губернского исполкома Совета рабочих, крестьянских и красноармейских депутатов от 15 октября 1918 года переименован в отдел юстиции губисполкома. После образования Татарской Автономной советской Социалистической Республики 27 мая 1920 года , Декретом Всероссийского центрального исполнительного комитета и Совета народных комиссаров РСФСР от 27 мая 1920 года и постановлением Центрального исполнительного комитета ТАССР от 28 сентября 1920 года отдел был преобразован в народный комиссариат юстиции ТАССР.
Наркомат ведал делами правосудия, охраны и правовой защиты государственных интересов, следил за соблюдением законов и распоряжений центральных и региональных властей, занимался толкованием законов и систематизацией местного законодательства, осуществлял наблюдение за функционированием судебных органов и мест лишения свободы, участвовал в организации юридического просвещения населения и оказывания ему соответствующей правовой помощи. Структура наркомата за годы его существования подвергалась многочисленным изменениям, в частности, в 1930—1932 годах его отделы были перестроены по территориально-производственному признаку. Так, в различное время состав наркомата входили следующие отделы: общий, судоустройства и судопроизводства, следственный, судебного контроля, судебной статистики, консультационный с подотделами, по отделению церкви от государства, исправительно-воспитательный, карательный, хозяйственный, нотариальный, ликвидационный. Наркомату были подведомственны судебные учреждения (районные советы народных судей, районные ревтрибуналы), следственные органы, адвокатура, нотариат. Также в структуру наркомата входили воспитательно-исправительные учреждения ТАССР, комиссии о несовершеннолетних преступниках, места предварительного заключения, районные места заключения для осужденных, рабочие дома, а в 1930—1934 годах — главное управление мест заключения ТАССР. В 1922—1936 годах в составе наркомата находилась прокуратура, и до 1932 года народный комиссар юстиции по совместительству являлся одновременно и прокурором ТАССР. Наркомат подчинялся ВЦИК (до 1937 года), ЦИК ТАССР (до 1938 г.), а в дальнейшем Совету народных комиссаров ТАССР и народному комиссариату юстиции РСФСР.
Указом Президиума Верховного Совета ТАССР от 28 марта 1946 года наркомат юстиции был переименован в министерство юстиции ТАССР, в состав которого входил Верховный суд ТАССР. Постановлением Центрального комитета КПСС и Совета Министров СССР от 30 мая 1956 года «в целях дальнейшего совершенствования судебной системы, устранения излишней централизации в руководстве работой судебных учреждений и органов юстиции» было упразднено министерство юстиции СССР, а затем указом Президиума Верховного Совета СССР от 31 мая того же года были упразденены республиканские министерства юстиции, что привело к слиянию судебной и исполнительной властей. Указом Президиума Верховного Совета РСФСР от 11 апреля 1957 года и законом ТАССР от 22 февраля 1958 года министерство было ликвидировано с передачей всех его функций Верховному суду ТАССР. Указом Президиума ВС ТАССР от 4 февраля 1971 года оно было вновь восстановлено под прежним названием как министерство юстиции ТАССР (с 1990 года — Татарской ССР, с 1992 года — Республики Татарстан). Новосозданное министерство отвечало только за организационное обеспечение деятельности судов, в том числе, осуществляло организационное руководстве районными и городскими народными судами ТАССР, занималось систематизацией и подготовкой предложений по совершенствованию местного законодательства, отвечало за правовую работу в государственных органах и среди населения, а также руководило нотариатом и адвокатурой.
Ныне министерство юстиции Республики Татарстан отвечает реализацию государственной политики в учреждениях юстиции в пределах республиканских полномочий, обеспечивает условия для осуществления деятельности мировых судей на территории Татарстана, участвует в нормотворческой деятельности исполнительных органов государственной власти, взаимодействует с органами местного самоуправления по правовым вопросам, а также оказывает бесплатную юридическую помощь населению и занимается информированием о нормативных правовых актах. В структуру министерства входят отделы учета, отчетности и ревизионной работы, законопроектной работы, единого банка нормативных правовых актов РТ, правовой информатизации и компьютерных систем, обеспечения деятельности мировых судей, а также секторы кадров, государственной регистрации республиканских нормативных правовых актов, капитального ремонта и содержания зданий. В системе министерства находятся мировые судьи, а ранее — Государственная регистрационная палата (1996—2004), государственный нотариат (до 2008 года). Министерство юстиции подчинено раису Республики Татарстан и кабинету министров Республики Татарстан (до 1992 года — Совету Министров ТАССР, ТССР). Также министерство юстиции Республики Татарстан подчинялось аналогичному министерству юстиции Российской Федерации. Однако, в 2001 году, после создания управления министерства юстиции Российской Федерации по Республике Татарстан, республиканское министерство было лишено ряда функций и перестало являться частью федеральной юридической системы.

## Руководители
| - 1920—1921: Нехотяев А. Н. - 1921—1926: Богаутдинов Г. Б. - 1926—1928: Палютин Х. Р. - 1928—1929: Башкиров Ш. Х. - 1929—1934: Филиппов В. Н. - 1934—1937: Усманов М. У. - 1937—1938: Шмаков А. М. - 1938—1940: Корнев И. В. - 1941—1946: Якупов М. С. | - 1946—1950: Валеев Ш. Ш. - 1950—1957: Нацибуллин Я. Н. - 1950—1957: упразднено - 1971—1987: Тазетдинов А. Г. - 1987—2004: Салабаев А. М. - 2004—2013: Курманов М. М. - 2013—2017: Глухова Л. Ю. - 2017—н.в.: Загидуллин Р. И. |

## Местонахождение
Наркомат и министерство юстиции ТАССР (ТССР, РТ) располагались в доме № 12 по ул. Чернышевского (затем — ул. Ленина, ныне — ул. Кремлёвская). В 1994 году министерство юстиции РТ было переведено в дом № 16 на той же улице, где и располагается в настоящее время. В 2005 году в здании была открыта портретная галерея бывших руководителей ведомства.